# Romuald Sołdek
Romuald Maciej Sołdek (ur. 1957) – polski artysta fotograf, uhonorowany tytułem Artiste FIAP (AFIAP). Autor książek i albumów fotograficznych. W latach 1985–1986 prezes Zarządu Wrocławskiego Towarzystwa Fotograficznego.

## Życiorys
Romuald Maciej Sołdek w 1983 ukończył studia prawnicze (Uniwersytet Wrocławski). Związany z dolnośląskim środowiskiem fotograficznym, mieszka i pracuje we Wrocławiu – fotografuje od 1978 roku. Od 1991 roku prowadzi własne Studio Fotografii Reklamowej. Miejsce szczególne w jego twórczości zajmuje fotografia architektury, fotografia krajoznawcza, fotografia lotnicza oraz fotografia przemysłowa. W latach 80. i 90. XX wieku jako fotoreporter współpracował z Krajową Agencją Wydawniczą. W latach 1985–1986 pełnił funkcję prezesa Zarządu ówczesnego Wrocławskiego Towarzystwa Fotograficznego (obecnie Dolnośląskie Stowarzyszenie Artystów Fotografików i Twórców Audiowizualnych). 
Romuald Sołdek jest autorem i współautorem wielu wystaw fotograficznych. Jego fotografie były prezentowane na ok. 150 wystawach pokonkursowych w Polsce i za granicą. Brał aktywny udział w Międzynarodowych Salonach Fotograficznych, organizowanych między innymi pod patronatem FIAP, zdobywając wiele akceptacji. Pokłosiem udziału w Międzynarodowych Salonach Fotograficznych odbywających się pod patronatem FIAP, było przyznanie Romualdowi Sołdkowi w 1985 roku – tytułu Artiste FIAP (AFIAP), przez Międzynarodową Federację Sztuki Fotograficznej FIAP, z siedzibą w Luksemburgu. W 1985 uzyskał tytuł artysty - przyznany przez Ministerstwo Kultury i Sztuki. 
Romuald Sołdek jest autorem oraz współautorem wielu publikacji (między innymi) o Wrocławiu i Dolnym Śląsku – albumów fotograficznych, książek oraz innych wydawnictw.

## Wybrane publikacje (albumy, książki)
- Pałac Prezydencki w Warszawie;
- Dolny Śląsk w fotografii lotniczej;
- Szlak Cysterski na Dolnym Śląsku;
- Śląsk Opolski w fotografii lotniczej;
- Opactwo Cysterskie w Lubiążu;
- Zamki i pałace na Dolnym Śląsku;

- Kościoły ewangelickie na Dolnym Śląsku[10];
- Klasztor Księgi Henrykowskiej[11];
- Kościół Trzech Narodów[12];
- Wrocław nocą[13];
- Zamki i place Dolnego Śląska - Tom 1[14];
- Zamki i place Dolnego Śląska - Tom 2[9];
- Odkrywaj Wrocław;
- Odkrywaj Krasnale;
- Opactwo henrykowskie[15];
- Ostrów Tumski we Wrocławiu[16];

Źródło.